# Георгіївка (Покровський район)
Гео́ргіївка — село Мар'їнської міської громади Покровського району Донецької області, Україна.

## Окупація
14 червня 2024 року Георгіївка була окупована ЗС РФ.

## Загальні відомості
Розташоване на лівому березі річки Осикова. Відстань до райцентру становить близько 50 км. Біля села проходить трасса Донецьк-Запоріжжя(N15). У довоєнний час у селі працювало 3 продуктових магазини та 3 господарчих, які всі розташувалися на головній вулиці села - Центральній. На території села знаходиться Будинок культури, зачинена будівля ЗЗСО І-ІІст., водосховище. У селі працює два підприємства ТОВ ДВТФ «Факторія» та ТОВ "АГРОФІРМА "АГРОТІС"".

## Історія
У 1864 році поряд з село Максимільянівкою було засновано село Георгіївку.
Село розташоване на лівому березі річки Осикової, притока системи Дніпра, на південних схилах Донецького кряжа.
На правому піднесеному березі Осикової, на північний захід від центру села було розташовано маєток і землі поміщиці Катерини Павлівни Карпової, що носило назву Екатеринопавлівка.
Пізніше це поселення стало називатися Решетівка на ім'я керуючого цим маєтком Решетова (сама Катерина Павлівна жила в Парижі)
На північний схід від Георгіївки на правому березі річки Осикової землі почали купувати заможні селяни з ближніх сіл і утворили тут хутори : Шамраїв, Бондарівський, Шапошників, Павлюченківский. У минулому ці хутори і с. Решетівка ставилися до Бахмутського повіту, а с. Георгіївка до Маріупольського.
Об'єднання цих хуторів, Решетівки і Георгіївки відноситься до 1920 року в єдине село Георгіївка, Георгіївської сільської Ради. З 1959 року в зв'язку з укрупненням сільських Рад село Георгіївка підпорядковане Максиміліанівській сільській Раді.
За роки радянської влади село розширилося, замість однієї короткої вулиці зараз є 3 вулиці довжиною  2 кілометра.
Жителі с. Георгіївки були казенними селянами, Решетівки - кріпаками поміщиці Є. П. Карпової, а на хуторах були куркульські володіння. Земля в дореволюційний час розподілялася таким чином:
- Поміщицька — належала Карповій, 2000 десятин, з яких виділялося для кріпаків, а їх було до 1900 року 48 душ\40 десятин, та  полковнику Сербоградському -1000 десятин.
- Общинна земля — 1000 десятин розподілялася через кожні 3 роки між селянами-общинниками по 3 десятини на чоловічу душу.
- Куркульські землі, якими володіли Шапошники, Павлюченки, Бондарі, Шамраї, Коваленко та інші 40 – 200 десятин.

Селяни, як поміщицькі, так і казенні несли ряд повинностей: кріпосні відробляли панщину 5 днів в тиждень і робили все по господарству.
Казенні платили податки, страхові платежі і відбували гужповинність. Розмір податків селянської родини в 14 осіб з наділом в 20 десятин дорівнював 40 рублів на рік.
На території села школи довгий час не існувало, грамотних людей не було. Церковно - приходська школа була відкрита наприкінці 90-х років 19 ст. До Жовтневої революції школа мала один комбінований клас і одного вчителя.
Особливих історичних подій на території села не було.
Однак, в часи революції 1905 - 1907 року окремі жителі села, які перебували в армії, брали участь у революційних подіях. Наприклад: Удинський Омелян Данилович, був заарештований в м.Одесі та перебував у в'язниці за участь у революційних подіях,  Куліш Федір Єгорович був заарештований і сидів у Петропавловській фортеці м. Петербурга.
У час жовтневого перевороту та громадянської війни значних подій в с. Георгіївка не було, однак в період громадянської війни багато жителів с. Георгіївка взяли активну участь в боротьбі проти білогвардійців і загонів Махна.
Між Мар'їнкою та Георгіївкою навесні 1919р. проходив бій. Червоноармійська частина, до складу якої входило багато жителів с. Георгіївка, відстоювала село від махновців. Відомо, що махновці взяли в полон 33 "червоних" і порубали шаблями біля млина с. Максимільянівки.
Радянська влада в селі була встановлена в 1918 році. Першим головою сільської Ради був Масюченко Микита Іванович.
У 1921 році в селі був організований комбез(комітет безпеки), організаторами якого були Димченко Іван Капітонович, Чумаченко Демид Васильович, Романчук Прокоп Тимофійович.
Перший партійний осередок в селі була організована в 1924 році, членами якої були Павлюченко Андрій Кирилович, Гришаев Григорій Овсійович, секретарем осередку був Железняк Антон Якович. Перші комсомольці - Чумаченко Федір Демидович, Светюха Єгор Якович, Буловацький Роман Микитович, Галущенко Іван Микитович.
Колективізація почалася в селі в 1929 році. Першим головою колгоспу був Гончаров Трохим, робочий - двадцятип'ятитисячник. За роки радянської влади в економіці і культурі села відбулися великі зміни. Зростання економіки колгоспу характеризується наступними показниками: в перші роки існування колгоспу основним тяглом були коні, тваринницьких ферм не було, основними сільхозмашинами були кінні плуги, сівалки, букарі, борони, електрифікації не було. Колгосп «Росія» мав в своєму розпорядженні великий машино-тракторний парк: тракторів - 17, зернових комбайнів - 3, автомашин - 10. Крім цього колгосп мав новітні плуги, культиватори сівалки, картоплесаджалки, зерноочисні сільгоспмашини та інші. Колгосп мав капітальні споруди для тваринницьких ферм, великої рогатої худоби понад 1000 голів, свиней понад 1000 голів, птиці більше 3000 голів.
У 1935 році на території села була організована Мар'їнська МТС, яка на початку мала пристосованої майстерні на 6 ремонтів в рік, одним тракторним верстатом і мала 18 колісних тракторів ХТЗ і 7 комбайнів «Комунар». На день реорганізації МТС в РТС, на 1 січня 1958 года,  станція мала:
- тракторів різних марок післявоєнного випуску - 118, це в 3 рази більше, ніж в 1941 році.
- комбайнів - 64 і багато інших сільгоспмашин.

У 1952-53 роках МТС побудувала нову ремонтну майстерню на 100 умовних ремонтів в рік і обладнала різними новими верстатами.
Разом зі зростанням економіки села змінилися люди, їх побут і культура.
У 1928 році була побудована восьмирічна школа, в якій навчалися всі діти шкільного віку та працювало 15 вчителів.
1993 року побудована нова школа.
При школі існують шкільні кабінети, майстерня, бібліотека.

## Населення
За даними перепису 2001 року населення села становило 1167 осіб, із них 93,66 % зазначили рідною мову українську, 5,74 % — російську, 0,17 % — білоруську та вірменську, 0,09 % — болгарську та грецьку мови.

## Відомі люди
Відомими уродженцями  села є:
- Малашко Михайло Васильович (1885-1920) - відомий отаман часів Визвольних змагань. Оперував на Луганщині, Донеччині, Катеринославщині[6].
- Станіслав Іванович Денисов[7][8] - фахівець у галузі фізики магнітних явищ. Доктор фізико-матиматичгих наук (1992), професор (1996).